# Araceli Navarro
Araceli Navarro Laso (Madrid, 9 de agosto de 1989) es una deportista española que compite en esgrima, especialista en la modalidad de sable.
Ganó una medalla de bronce en el Campeonato Mundial de Esgrima de 2022 y dos medallas de bronce en el Campeonato Europeo de Esgrima de 2024.
Participó en los Juegos Olímpicos de Pekín 2008, ocupando el 32.º lugar en la prueba individual.

## Palmarés internacional
| Campeonato Mundial | Campeonato Mundial | Campeonato Mundial | Campeonato Mundial |
| Año                | Lugar              | Medalla            | Prueba             |
| ------------------ | ------------------ | ------------------ | ------------------ |
| 2022               | El Cairo (Egipto)  | Medalla de bronce  | Sable individual   |
| Campeonato Europeo |                    |                    |                    |
| Año                | Lugar              | Medalla            | Prueba             |
| 2024               | Basilea (Suiza)    | Medalla de bronce  | Sable individual   |
| 2024               | Basilea (Suiza)    | Medalla de bronce  | Sable por equipos  |